# Klanjec
 Klanjec  város és község Horvátországban Krapina-Zagorje megyében. Közigazgatásilag Bobovec Tomaševečki, Bratovski Vrh, Cesarska Ves, Dol Klanječki, Florijan, Goljak Klanječki, Gorkovec, Gredice, Ledine Klanječke, Lepoglavec, Letovčan Novodvorski, Letovčan Tomaševečki, Lučelnica Tomaševečka, Mihanovićev Dol, Novi Dvori Klanječki, Police, Rakovec Tomaševečki és Tomaševec tartozik hozzá.

## Fekvése
Zágrábtól 34 km-re északnyugatra Horvát Zagorje területén, a megye délnyugati részén a szlovén határ közelében fekszik.

## Története
Klanjec egy a Szutla-folyó völgyében levő dombon fekszik, ahol már a római korban út vezetett át, majd később valószínűleg Császárvár (Cesargrad) elővárosa lett. Császárvár maga először 1399-ben bukkan fel az írott forrásokban azonban ennél biztosan sokkal régibb, építése a 12. vagy a 13. századra tehető. Klanjec első írásos említése 1463-ból származik, neve pedig elhelyezkedésével függ össze, mivel a festői Zelenjak-szoros bejáratánál található. Több tulajdonos után 1521-ben Császárvár birtokosa Erdődy Bakócz Tamás lett, akinek örökösei csaknem öt évszázadon át voltak urai. 1573-ban a várat az Ilija Gregorić vezette paraszthadak felgyújtották és a török támadások is maradandó nyomot hagytak rajta. A 16. század végére a vár kényelmetlen lett tulajdonosai számára ezért a török veszély elmúltával a Szutla völgyében új, tágas kastélyt építtettek maguknak, mely a Novi Dvori Cesargradski azaz a Császárvári új kastély nevet kapta. Ezután a várat sorsára hagyták, azóta pusztul. Novi Dvor építése a főbejárat feletti évszám szerint 1603-ban történt reneszánsz stílusban. A négyszög alaprajzú építménynek három épületszárnya volt, sarkain kör alaprajzú saroktornyokkal, belül három oldalán árkádokkal, míg a negyedik oldalon csak fal állt. Az Erdődyek a 19. század közepén eladták a Bruckner családnak, akik egészen 1914-ig voltak birtokosai.

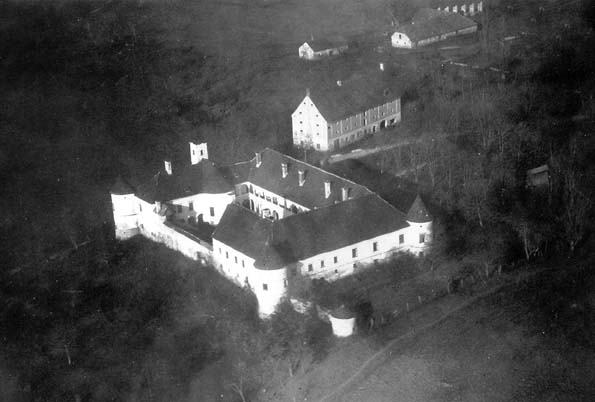
Novi Dvori Cesargradski 1939-ben

Klanjec 1598-ban vásártartási jogot kapott, melyet még a 19. században is őrzött. A település életére azonban nemcsak az Erdődyek voltak hatással, hanem számos más nemesi család is. A 16. század végén nem kevesebb mint 36 nemesi kúriát jegyeznek fel Klanjec területén, melyek közül mára egy sem maradt. A város fejlődése csak a 19. században vett nagyobb lendületet. Már a század első felében működött itt bíró, ügyvéd és földmérő is. 1854-ben Varasd vármegye egyik járási székhelye lett. A 19. század végére lakosságának száma megközelítette a hétszázat, járási, bírói, községi és katonai központ volt ahol postahivatal is működött. Jellege erősen mezőgazdasági volt, jelentős kézművességgel. Kézművesei között kőművesek, mészárosok, szabók, lakatosok, cipészek, fazekasok, kádárok, szűcsök, még ékszerészek is voltak. Különösen a bőrművesség fejlődött.
Iskolájáról, mely a templom közelében állt az első említés 1629-ből származik. 1830-ban az iskola egy magánházban, Janko Pavunac házában működött, ide jártak a nemesek gyermekei is. Az első oktatási közintézmény 1841-ben a ferences kolostorban nyílt, első tanítója páter Horvát Fortunát volt. Ezt követően több magánház adott helyet a népiskolának, amíg 1888-ban megnyílhatott az új iskolaépület, melyet Radoslav Rubido bán is meglátogatott. A közművelődésnek adott új lendületet az 1886-ban megnyílt, Albert Jakopović által alapított olvasókör is. Klanjecen mivel járási székhely is volt már a 19. században számos társadalmi és kulturális egyesület működött. Így 1847-től a horvát-szlavón gazdasági társaság, 1881-től a Matica hrvatska, 1890-től a Kulturális tanács, 1889-től az önkéntes tűzoltóegylet, a Vila cesargradska énekkar és 1891-től a horvát takarékpénztár is működött a városban.
Nagy szerepe volt a város fejlődésében a Trgnek nevezett vásártér. A vásártartási jog fontos feudális kiváltság volt, mely a császárvári, majd a novodvori uradalommal volt kapcsolatos. A hagyományos vásárok egészen a 19. század végéig tartottak a vásártéren, majd áthelyezték arra a területre, ahol most a városi bíróság, a közösségi ház és a városi közigazgatás központja áll. Rögtön ezt követően elkezdődött a városközpont rendezése. A korábbi vásártéren utakat, sétautakat építettek, rózsákat ültettek, padokat és lámpákat helyeztek el. A teret ma is a 18. században épített két Erdődy-kúria épülettömbje uralja. Az egyiket a család az uradalmi tisztviselők elhelyezésére építette míg a másik, amely a 19. század végén a város tulajdonába került eredetileg a császárvári helyőrség elhelyezésére szolgált. A város házai régen fából épültek, azonban már a 18. század végén elkezdődött a kőházak építése, melyek alapanyagául főként az elhagyott Császárvár kövei szolgáltak. A vásártér képéhez a nemesi kúriákon kívül egyre inkább az alacsonyabb kőépületek is hozzájárultak, melyek egyikében ma a városi könyvtár működik. A tér közepén ma Antun Mihanovićnak a horvát himnusz költőjének az emlékműve áll, aki életének utolsó éveit a közeli Novi Dvori kastélyában élte és itt van eltemetve. A településnek 1857-ben 501, 1910-ben 658 lakosa volt. Trianonig Varasd vármegye Klanjeci járásának székhelye volt. 2001-ben 562, a községnek összesen 3234 lakosa volt.

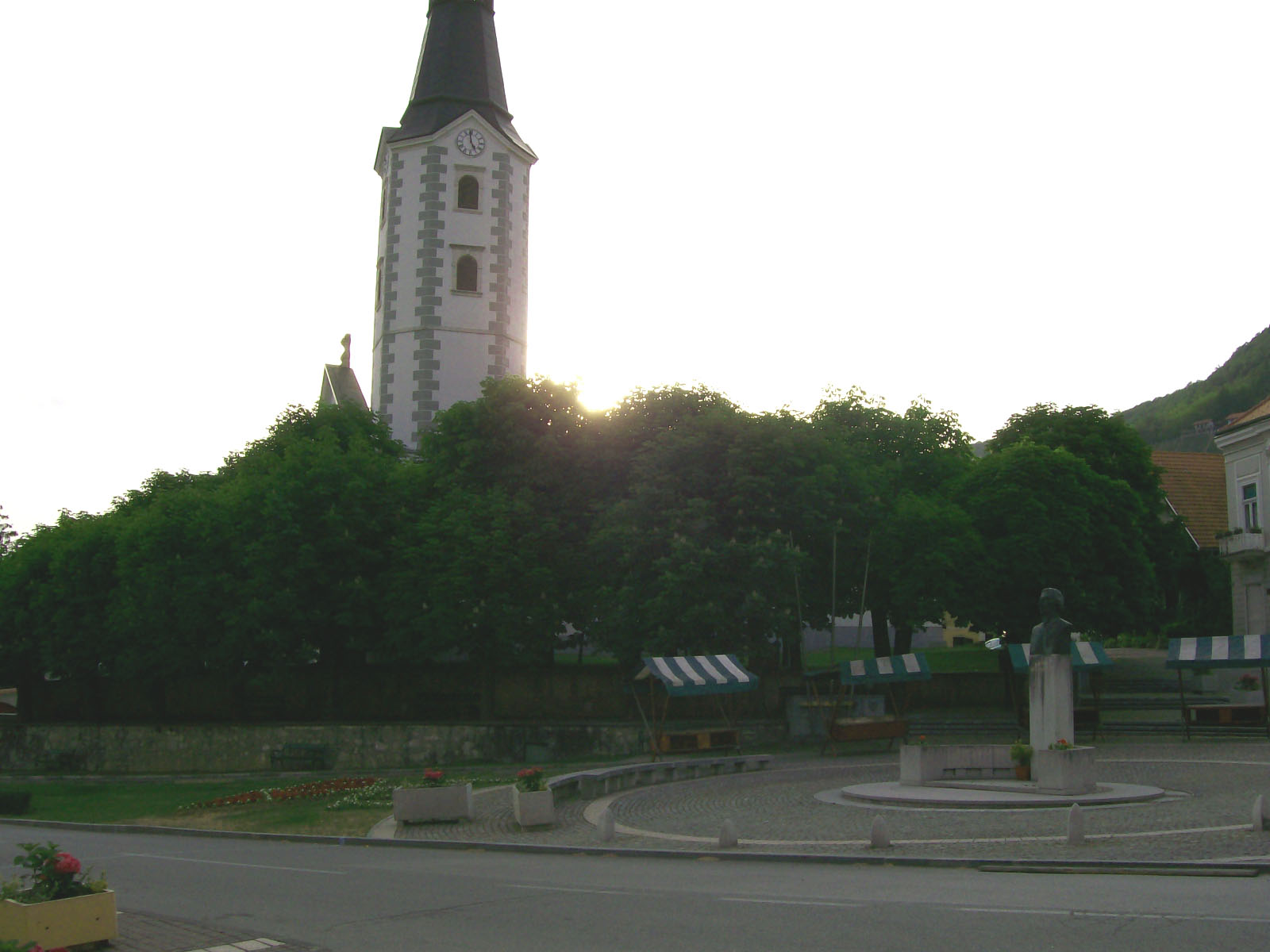
Klanjec központja a plébániatemplommal és a Mihanović-emlékművel

## Nevezetességei
- A város képét ma is a Szűz Mária Bemutatása tiszteletére szentelt plébániatemplom [2] és a hozzá csatlakozó ferences kolostor épülete uralja. Mindkettőt Erdődy Zsigmond és Miklós építtette 1632 és 1686 között. A plébániatemplom Horvátország egyik első kora barokk egyházi építménye, egyúttal az Erdődy család temetkezési helye. Helyén eredetileg egy Szent Lénárt tiszteletére szentelt kápolna állt. A templom és a kolostor régi szárnyának építése kápolna és az azt övező temető területén 1632-ben indult meg és 1661-ig tartott. Ehhez épült egy mellékszárny, mely 1667-ig épült fel, a teljes építkezés pedig 1686-ban fejeződött be. Az időközben felépült plébániatemplomot 1655. szeptember 19-én szentelte fel Petar Petratić zágrábi püspök. A 17. századtól ide temetkeztek az Erdődy család tagjai. Az egyik díszes szarkofág az 1639-ben meghalt Erdődy Zsigmondé, a másik Erdődy Imréé 1690-ből. 1716-ban az épületegyüttes egy tűzvészben leégett, ekkor pusztult el a kolostor értékes könyvtára is. Az újjáépítés Erdődy Nepomuk János támogatásával 1770-ben kezdődhetett el és 1773-ban már mai formájában állt. Az újjáépítés során a kolostor lényegében megőrizte eredeti formáját és 17. századi belső kialakítását. Megújításához a rend számos alkotóművésze gyűlt össze a helyieken kívül Ljubljanából, az Alpok térségéből, még Tirolból is érkeztek ferencesek. A templom berendezését is újra kellett készíteni, mivel régi oltárai megsemmisültek, vagy súlyosan megrongálódtak a tűzvészben. Főoltárát 1860-ban szentelték fel, készítői Tomaso és Franco Fantoni genovai művészek voltak, oltárképét a grazi Karlo Dietrich festette. A templomban 1774-ben készített intarziás padok és bútorzat láthatók.
- A Mihanović-téren található Anton Augustinić szobrászművész 1970-ben alapított galériája. Augustinić a város szülötte 50 éves munkásságának termését ajándékozta ekkor a szülővárosának. A galéria mai épülete 1976-ban nyílt meg a nyilvánosság előtt. A mai állandó kiállítás 1990-óta tekinthető meg a galériában és parkjában, ahol rendszeresen szerveznek időszakos kiállításokat is.

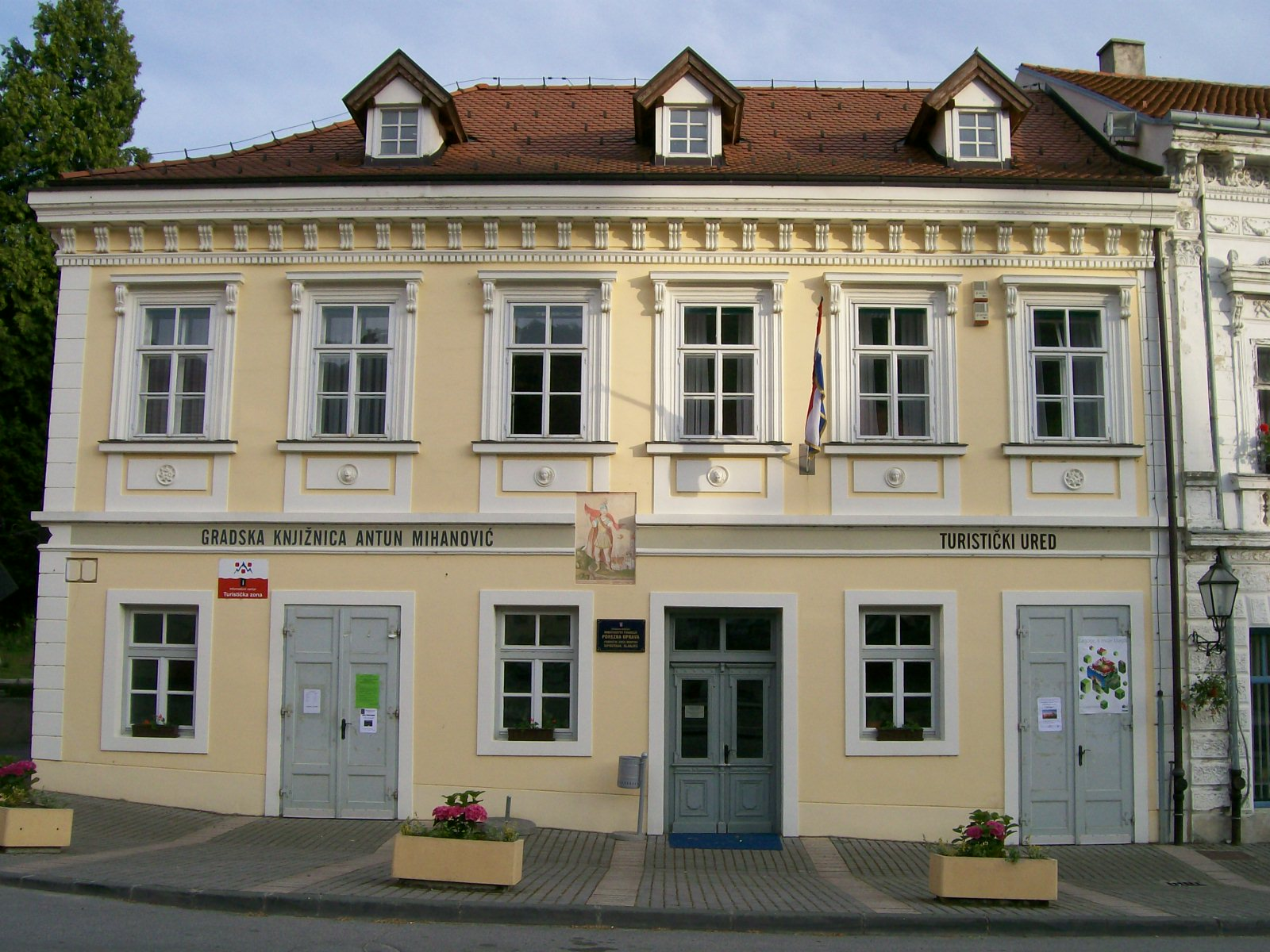
A városi könyvtár épülete, a Broz-ház.

- A róla elnevezett téren áll Antun Mihanovićnak, a horvát himnusz költőjének emlékműve, Robert Frangeš-Mihanović szobrászművész 1908-ban készített munkája. Sírja a régi városi temetőben található.
- A Mihanović tér délkeleti sarkán, az Augustinčić utca találkozásánál található az egyemeletes Broz-ház.[3] A saroktelket a 19. században hozták létre két telek összevonásával és a régebbi, eredetileg földszinti épületek egy épületbe történő átalakításával, ezzel meghatározva a tér ezen részének képét. A két egyforma  homlokzat gazdagon van díszítve az akkor divatos építészeti díszítőelemekkel. A tér és a funkcionalitás szempontjából az épületet kereskedelmi célú földszintre és az első emeleti lakótérre osztották. A ház egyedi, neo stílusú tervezési koncepciójával szép példája a 19. századi városi házaknak.
- A Klanjec felett álló Szent Flórián kápolnát[4] 1690-ben említi először az egyházi vizitáció. A vizitátor szerint a kápolnának azért vannak nagy ablakai, hogy a kívül állók is jól halhassák a misét, mivel a kápolna belsejében csak néhány ember fér el. Oltára falazott, melyen fa oltárszerkény áll Szent Flórián szobrával. A kápolnában csak Szent Flórián ünnepén és Úrnapján tartottak misét. A mai kápolna 1742-ben épült egyhajós épület, háromoldalú szentéllyel, a bejárat felett emelkedő alacsony harangtoronnyal, melynek alsó része árkádos kialakítású. A torony felső részén kisebb ablakok találhatók. A kápolna déli oldalához épült a sekrestye. Belsejét fehérre festették, majd 1803-ban klasszicista stílusú faliképekkel festették ki. Az épületet 1899-ben teljesen megújították, mely során a régi faliképeket átfestették. A belső festés ma nagyon rossz állapotban van, alapos felújításra szorul. A kápolnához a városból szép sétaút vezet. A mellette emelkedő dombon kálvária található, melyhez a város híveinek adományából 1933-ban keresztutat építettek.
- A régi klanjeci temetőt[5] mára parkként és emlékterületként rendezték át, ahol megőrizték Antun Mihanović, Oton Iveković és a később áthelyezett Krsto Iveković sírját. Az emléktemető térbeli koncepciója két párhuzamos sétányból áll, amelyek portálja 1909-ben épült. Antun Mihanović költő sírját alacsony fal és vas kovácsoltvas kerítés, valamint feliratos obeliszkhez hasonló sírkő veszi körül. Oton Iveković festő sírján egyszerű tábla van, gravírozott felirattal. Az antifasiszta Krsto Iveković sírján Antun Augustinčić szobrász „Sebesülthordozó” bronzszobra és egy felirat látható.
- A várostól öt kilométerre délre fekvő síkon található Novi Dvori barokk kastélyát 1603-ban építtette Erdődy Tamás horvát bán a sziszeki csata győztese. A család lakhelye azelőtt a Klanjec feletti középkori Császárvár volt, ez azonban az idők folyamán kényelmetlenné vált. Ez az első zárt típusú, belső udvaros zagorjei kastély. A kastélynak három épületszárnya volt, belül a földszinti rész árkádos kialakítással, sarkain kerek tornyokkal. A negyedik oldalon csak falat építettek. A kastélytól északra voltak a gazdasági épületek. Az uradalom a 18. században az Erdődyek két ága között oszlott meg. 1860 körül Jakob Bruckner vásárolta meg a kastélyt a hozzá tartozó uradalommal együtt. Itt töltötte élete utolsó napjait és itt hunyt el 1861-ben Antun Mihanović a horvát himnusz költője. A II. világháború után a gazdátlanul maradt épületek egyre rosszabb állapotba kerültek és felújítás hiányában romosakká váltak. Anyagának nagy részét a lakosság egyszerűen széthordta, de romjai még így is jelentősek.
- A Szutla völgye fölé magasodó hegyen álló Császárvárat[6] feltehetően az 1119-ben a Szent Sír őrzésére alapított templomos lovagok építették a 12. vagy a 13. században. 1399-ben említi először oklevél, amikor Luxemburgi Zsigmond király hívének Cillei Hermannak adományozta. A Cilleiek egészen 1456-ig Ulrik gróf meggyilkolásáig voltak a Zagorje várainak urai. Ezután V. László király Baumkircher András pozsonyi várnagyra bízta a várat, majd Mátyás király 1463-ban királyi adományként neki adta. Leszármazottai birtokolták 1501-ig a család kihalásáig. 1521-ben birtokosa Erdődy Bakócz Tamás lett, akinek örökösei csaknem öt évszázadon át voltak urai. 1573-ban a felkelő parasztok felgyújtották, de utána birtokosai még részben helyreállították. Erdődy Tamás horvát bán a 17. elején a kényelmetlenné vált vár helyett felépíttette Novi Dvori barokk kastélyát. Ezután a várat sorsára hagyták, azóta pusztul. Falai helyenként ma is több emelet magasságban állnak.
- A város közelében a Császárvári-hegy (Cesargradska gora) és a szlovéniai Orlica között található a festői Zelenjak-szoros, mely a hagyomány szerint a horvát nemzeti himnusz ihletője volt. Ezért legszebb középső részét Mihanović-völgynek nevezik, ahol az I. világháború után a költőnek 10 méter magas emlékobeliszket emeltek melyet R. Ivanković készített.
- Védett épület a Tuheljska utca 4. szám alatt álló emeletes 19. századi lakóház.[7]

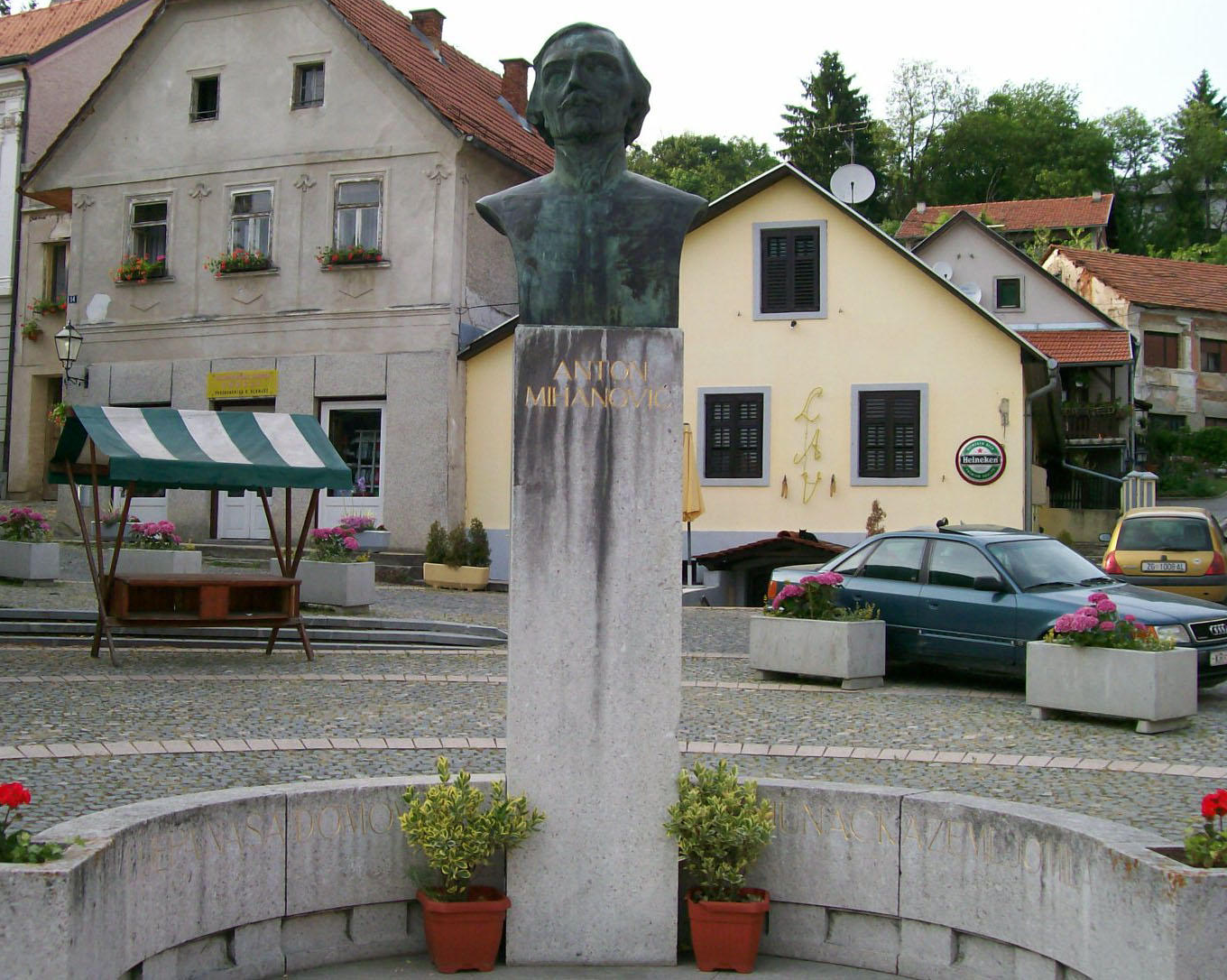
Antun Mihanović emlékműve

## Híres emberek
- Novi Dvori kastélyában hunyt el 1861. december 14-én és a klanjeci temetőben nyugszik Antun Mihanović a horvát himnusz költője.
- Itt született 1834. szeptember 10-én Franjo Iveković nyelvész, egyházi író.
- Itt született 1852. január 21-én Ivan Broz nyelvész, irodalomtörténész.
- Itt született 1864. november 1-jén Ćiril Metod Iveković építész.
- Itt született 1869. április 17-én Oton Iveković festőművész.
- Itt született 1900. május 4-én Antun Augustinčić szobrászművész.